# Cornelius Specx
Cornelis Specx (15?? - 11 juin 1608), est connu pour être le premier Européen à prendre contact avec la cour Thaï. 
En 1601, il fait voile vers Aceh sous le commandement de Joris van Spilbergen. Le voyage est organisé par Balthasar de Moucheron. Specx devient comptable auprès de la  Compagnie néerlandaise des Indes orientales en 1603. En juin 1604, il est envoyé au Siam par l'amiral Wybrand van Warwijck avec des présents pour le roi Naresuan, espérant avoir accès à la Chine par l'aide des Siamois. Il établit un poste de commerce (« comptoir ») à Ayutthaya en 1604.
Une ambassade de cinq personnes est envoyée du royaume de Siam par le souverain siamois suivant, Ekathotsarot et emmenée en Hollande par l'amiral Cornelis Matelief de Jonge à bord du Orange, qui part de Bantam le 28 janvier 1608. 
Quelques pierres précieuses, apportées à bord par Specx, disparaissent. L'ambassade arrive à La Haye le 10 septembre 1608 et rencontre Maurice de Nassau, prince d'Orange. 
Specx meurt au cours du voyage. Ses biens sont vendus devant le mât.

## Source de la traduction
- (en) Cet article est partiellement ou en totalité issu de l’article de Wikipédia en anglais intitulé « Cornelius Specx » (voir la liste des auteurs).